# JR九州303系電車
303系電車（303けいでんしゃ）は、1999年（平成11年）に登場した九州旅客鉄道（JR九州）の直流通勤形電車である。

## 概要
筑肥線の下山門 - 筑前前原間の複線化が完成し、2000年（平成12年）1月22日に実施されたダイヤ改正による列車の増発に対応するために製造された。JR九州が開発した車両としては初の直流電車である。
デザインは水戸岡鋭治が手掛けており、基本的な構造面では同時期に製造された815系に準ずる部分が多い。
福岡市地下鉄空港線に乗り入れることを前提に、運輸省令・普通鉄道構造規則に基づき地下鉄等旅客車として設計された。103系1500番台は地下鉄線内でも車掌が乗務しているが、本系列はATOを搭載したことにより、地下鉄線内でのワンマン運転が可能となった。
当初は6両編成2本（編成番号：K01・K02）が製造され、後に2002年（平成14年）9月20日のダイヤ改正に伴う運用増加分の補充として、若干の設計変更がなされた6両編成1本（編成番号：K03）が増備された。製造は3編成とも近畿車輛が担当した。

## 車両概説

### 車体
車体は前頭部が普通鋼製でガラスで覆われている。車体はツートーン工法によるビードレスの軽量ステンレス製で、片側4扉の20m車体である。前面は直線を基調に、トンネル内での非常時脱出のため、プラグドア式の貫通扉を正面から見て左へ寄せて配置している。前面および側面の行先表示器はLED式、側面窓は固定式で、熱線吸収・UVカットガラスである。
塗装はステンレス部分を無塗装とし、扉と前頭部はJR九州のコーポレートカラーである赤色に塗られている。前面は黒色に塗装されている。

### 内装
車内は壁面がシルバーメタリック調で、妻面が木目調、床はグレーを基調に四角い黒点柄のデザインで防音仕様となっている。貫通扉は防音ほろの採用により基本的には省略されているが、地下鉄区間走行時の風の吹抜け対策として2・3号車と4・5号車間には貫通扉を設けている。幅は815系の1000mmから1100mmへと拡大された。
座席はすべて方持ち式のロングシートとなっており、一人分ずつ区切って設置している。これによりデザイン面でのアクセントを与えている。
車端部には車椅子スペースを1箇所設け、各扉上にLED式案内表示器とドアチャイムを設置している。案内表示器は、K01・K02編成では813系・815系などと同様のJR九州一般車の標準仕様のものであったが、K03編成では路線図タイプのものとなった。K03編成のものは福岡市交通局2000系に従来から設置されているものとは違い、筑肥線内でも通常通りの案内が表示されるようになっている。
冷房装置は815系向けに開発した単相インバータ式の装置を搭載している。
自動放送装置を備えており、地下鉄区間の案内放送において使用されている。以前はJR区間の放送は車掌が行っていたが、2021年3月のダイヤ改正から、305系とともにJR区間でも車内自動放送が行われている。ただし、放送は自動放送装置ではなく運転士が所持するiPadの運転士支援アプリの機能（ReadSpeakerの合成音声）によって行われている。
トイレは当初設置されていなかったが、2003年（平成15年）にJR九州小倉工場でクハ303形に設置工事が行われた。トイレには運転席と繋がる非常通報装置を3個設置している。

#### 乗務員室
マスター・コントローラーは815系に類似したワンハンドル式である。

乗務員によるドアの開閉は、ワンマン運転時は運転台のドアスイッチで行う。当初は地下鉄用のスイッチのみであったが、2021年3月13日からの姪浜駅 - 筑前前原駅間の手動ワンマン運転化およびホームドアの運用開始に対応するため、JR用のスイッチが別に設置された（305系および福岡市地下鉄1000系・2000系も同様）。その後、2024年10月1日からの筑前前原駅 - 唐津駅・西唐津駅間の手動ワンマン運転化でもJR用のスイッチを使うようになった。

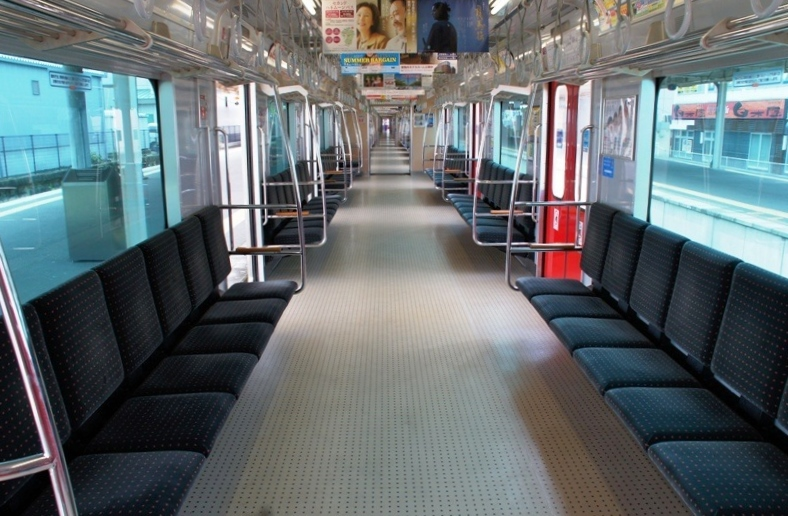
車内
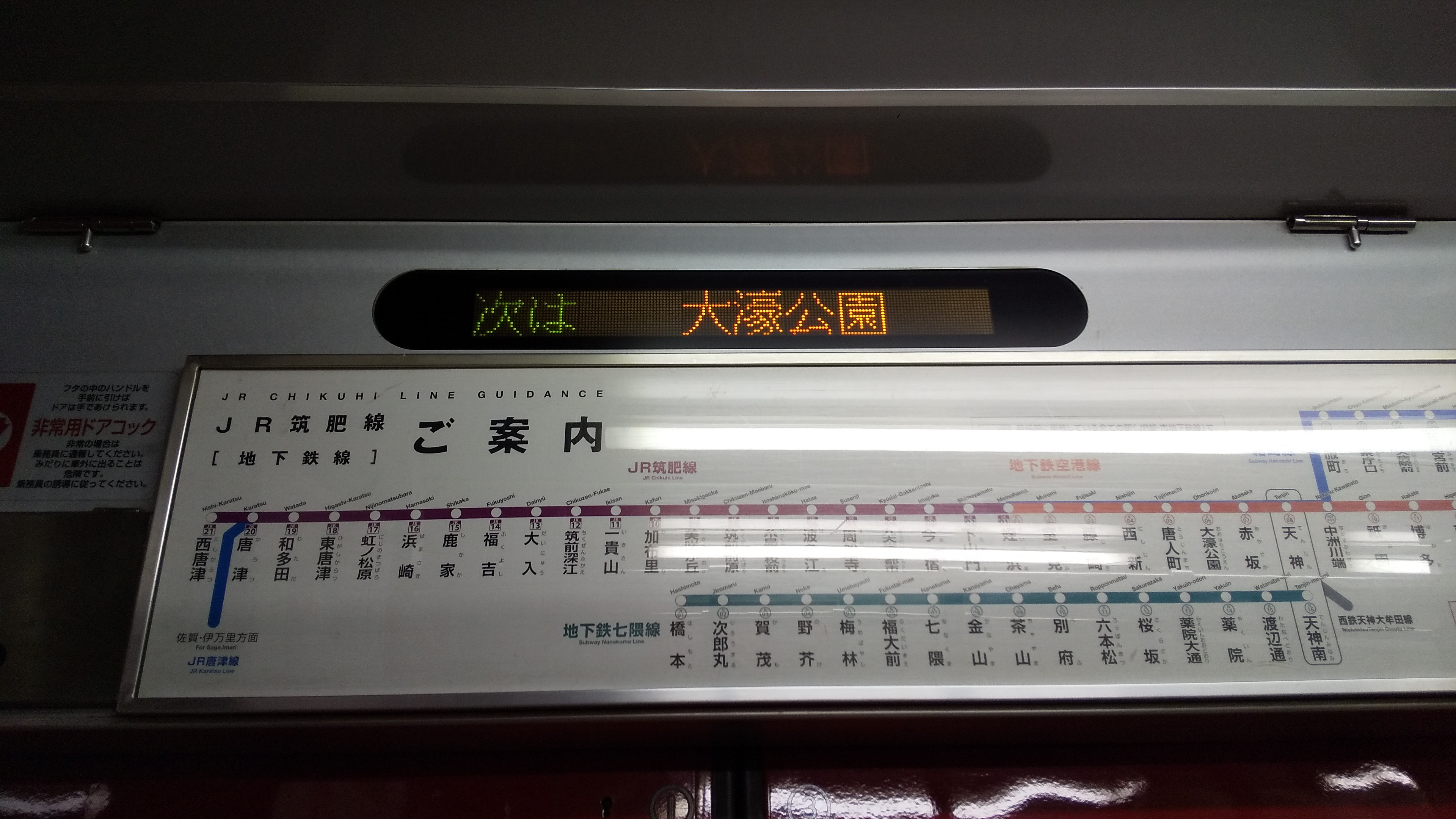
K01・K02編成の案内表示器
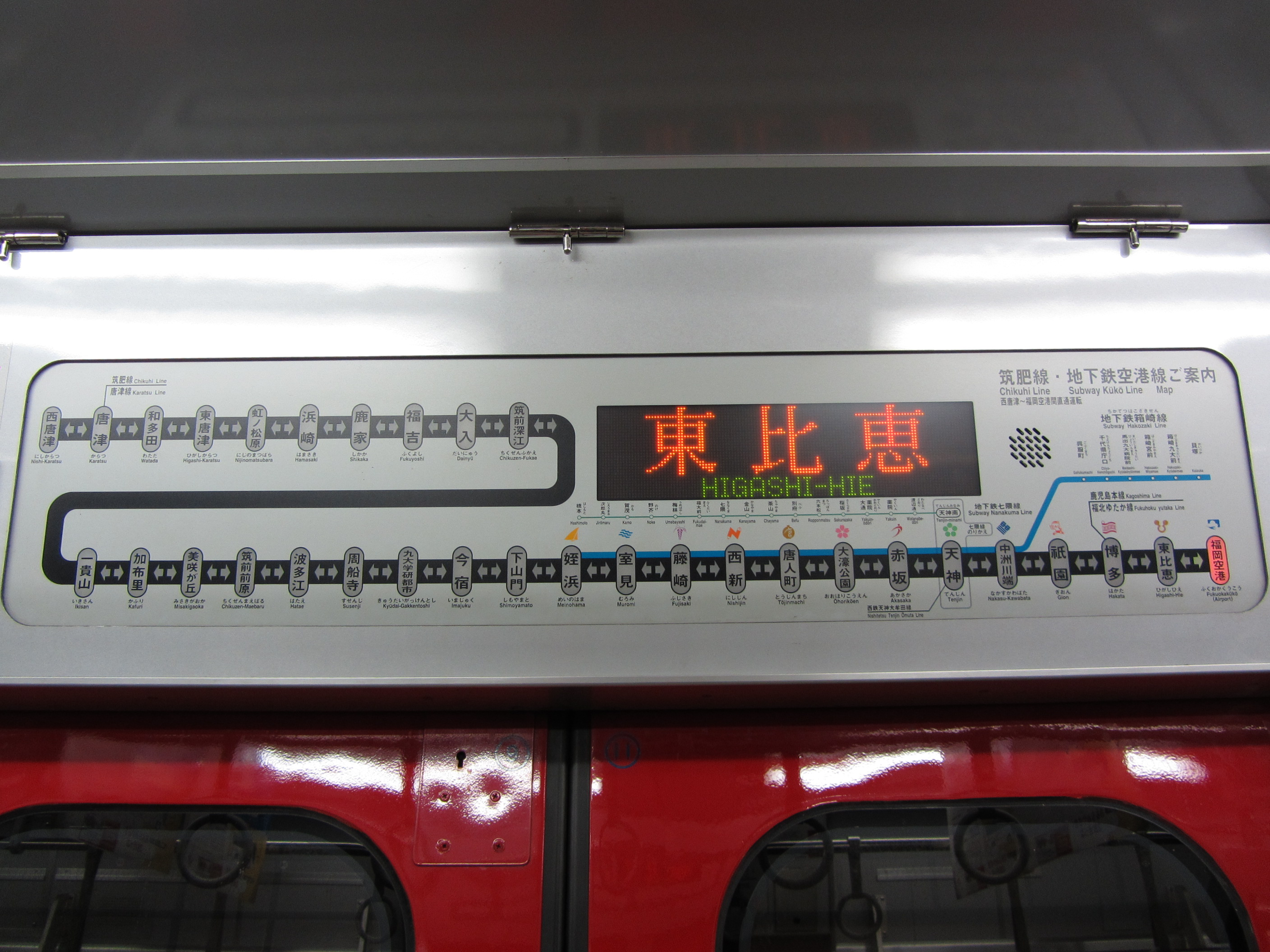
K03編成の案内表示器（糸島高校前駅開業前）
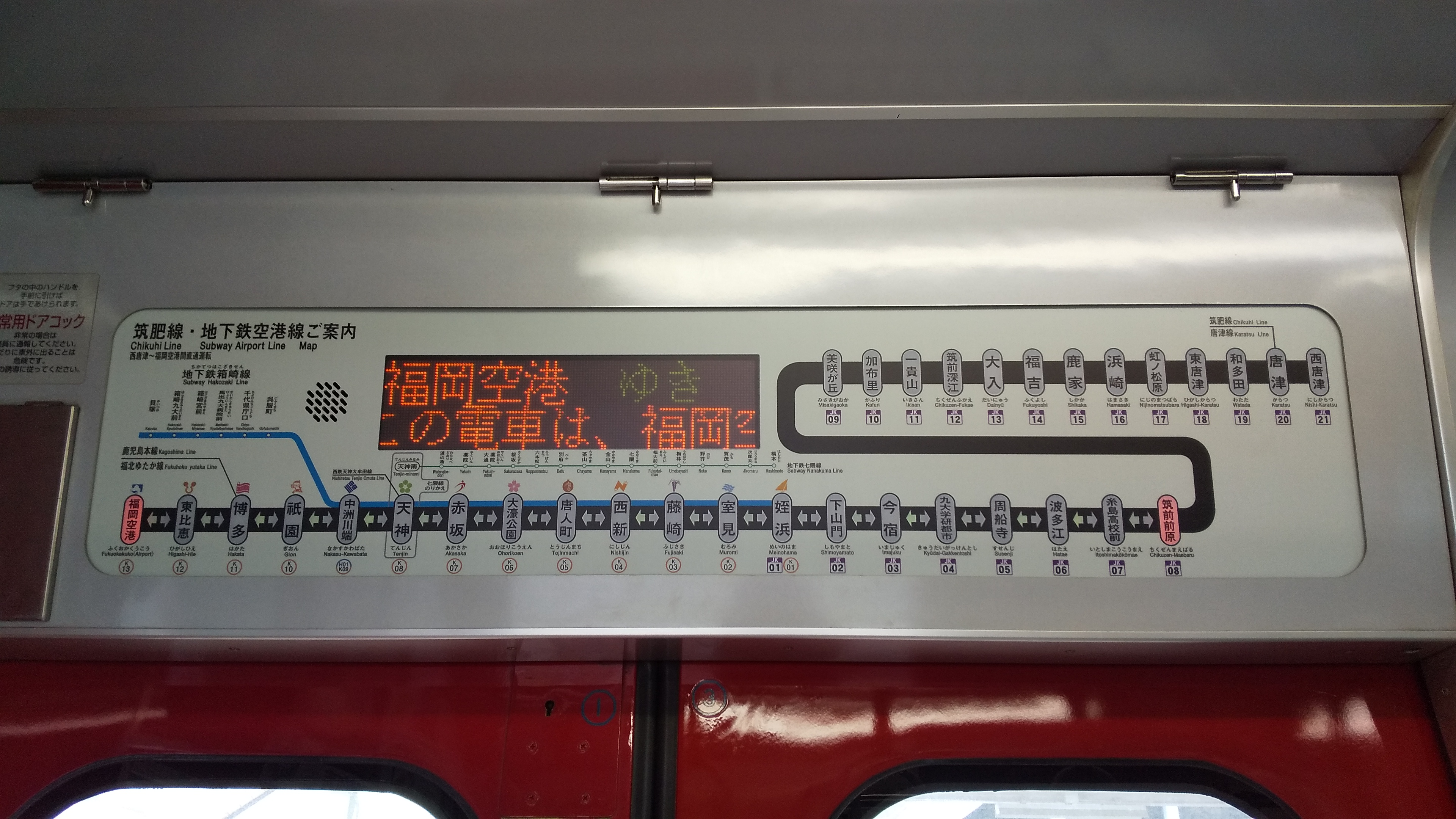
K03編成の案内表示器（糸島高校前駅開業後）。路線図の西唐津 - 美咲が丘間は点灯しなくなった。
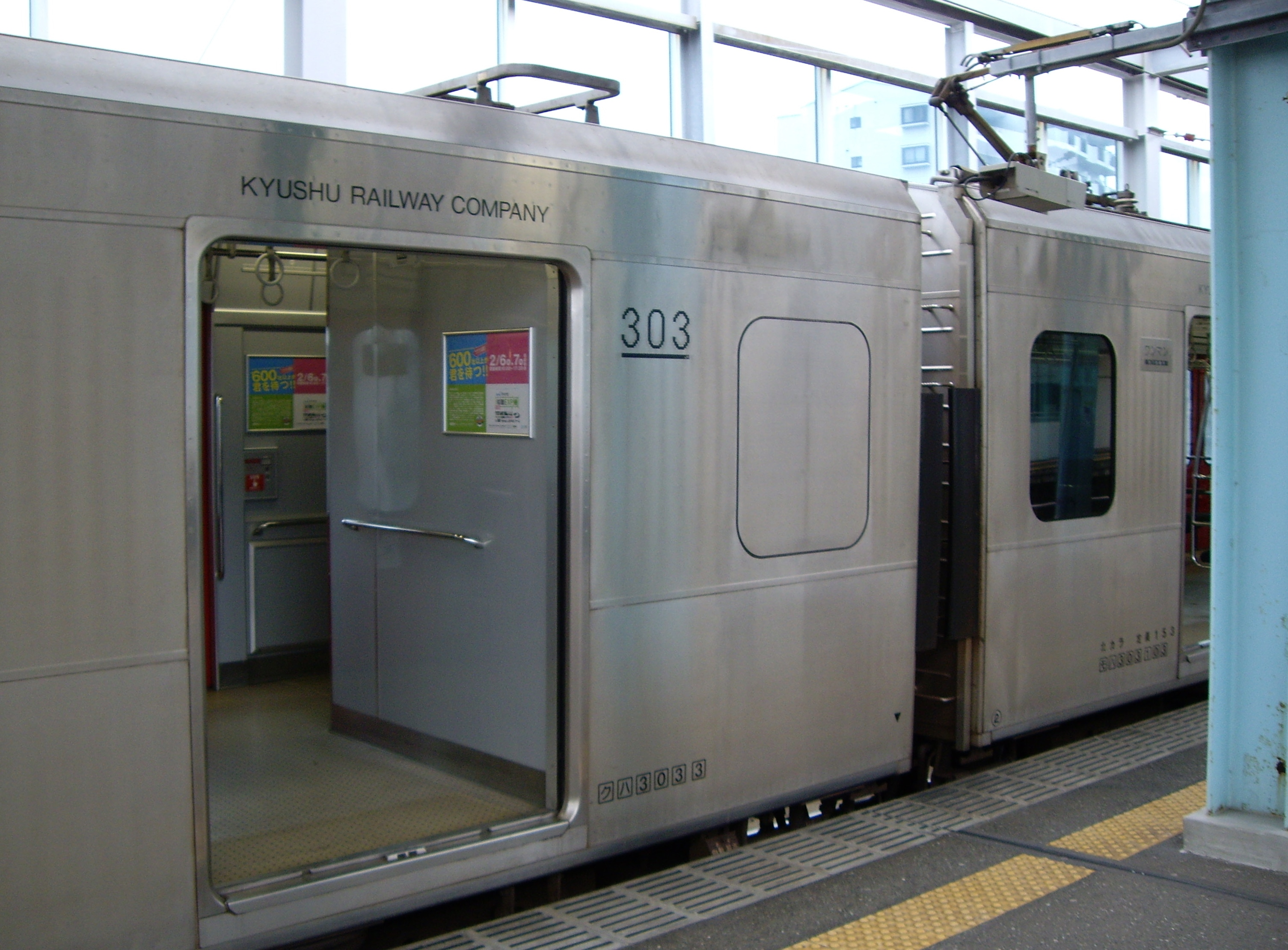
トイレ設置箇所 （2008年1月28日 / 唐津）
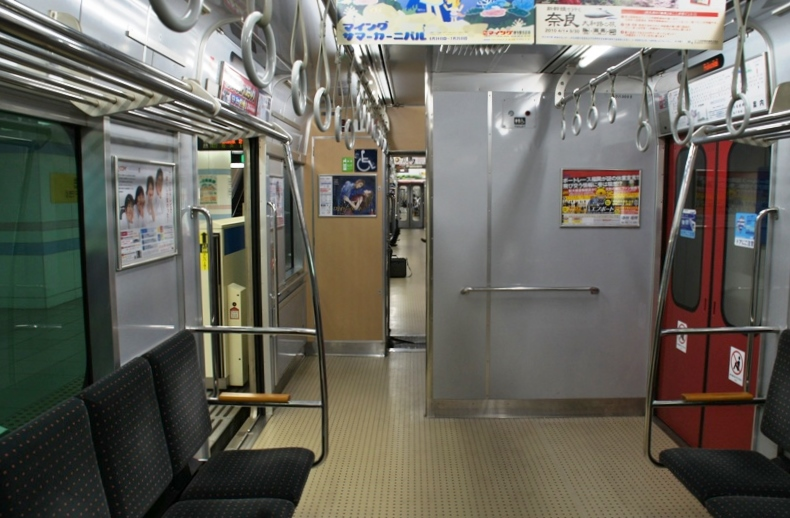
トイレ設置箇所車内側

### 機器類
台車は軽量ボルスタレス台車のDT405K（電動車）とTR405K（制御車）を採用している。
地下鉄区間に多数存在する勾配や高い加速度に対応するため、4M2T構成となっている。電動車はモハ303形とモハ302形の2両1ユニットとし、モハ302形に静止形インバータ (SIV) と空気圧縮機 (CP) を搭載している。K01・K02編成の主制御装置には2レベル制御の日立製作所製PC403K型IGBT-VVVFインバータ制御装置を、K03編成は東洋電機製造製PC404K型IGBT-VVVFインバータ装置を搭載していたが、2023年現在はK01・K02編成と同じ、2レベル制御の日立製作所製PC403K型IGBT-VVVFインバータ制御装置に更新されている。パンタグラフはシングルアーム式であり、集電電流の関係上モハ303形とモハ302形に各2基搭載されている。起動加速度は3.2km/h/sである（K03編成のみ3.5km/h/s）。主電動機は部品の共通化を図ることと地下鉄区間内で高負担にさらされることを考慮して813系に搭載しているMT401K形を採用している。
ブレーキは回生・発電ブレーキ併用電気指令式空気ブレーキを採用しており、3両単位での遅れ込め制御を行っている。高MT比率となっていることによるM車による粘着余力を活用するため、Tc車は路面ブレーキのみ設置しディスクブレーキを省略した。これによる路面消耗の均等化を図るために各車均等遅れ込め制御方式を採用した。電化開業当時より列車本数が増加していることもあり、本系列は103系と異なり回生ブレーキ装備としているが、列車本数の少ない筑前前原以西における運用での回生失効に備えて発電ブレーキも併設しており、架線への回生負荷が無い場合での架線電圧の急上昇を検知して、発電ブレーキに切替わるようになっている。そのため、モハ303形には発電ブレーキ用のブレーキチョッパ装置とブレーキ抵抗器を搭載している。
1両あたり消費電力は415系を「100」とした場合、303系は「58%」（理論値）である。
保安装置はJR線内で使用するATS-SK、福岡市地下鉄内で使用するATCとATO、誘導無線を搭載している。なお、筑前前原駅以西でのワンマン運転には対応していない。また、JR九州の他線区で導入の進むATS-DK形は「設置対象外」とされており、装備しない。305系と同様に地下鉄線内ではATOによる自動運転でのワンマン運転を行う（地下鉄線内で稀に手動のワンマン運転を行うこともある）。筑肥線内では当初は全区間で車掌が乗務していたが、2021年3月のダイヤ改正から姪浜駅 - 筑前前原駅間（既設置の姪浜駅と九大学研都市駅を含む）でのホームドア運用開始とともに、同区間でも手動のワンマン運転を行うようになった。また、2024年10月から筑前前原駅 - 唐津駅・西唐津駅間でも手動のワンマン運転を行うようになった。

## 編成
西唐津側からクハ303形 - モハ303形（100番台） - モハ302形（0番台） - モハ303形（0番台） - モハ302形（100番台） - クハ302形の6両固定編成となっている。100番台の電動車にパンタグラフを設置している。車両番号の下1桁は揃えられている。
| 編成番号 | ← 西唐津姪浜・福岡空港 → | ← 西唐津姪浜・福岡空港 → | ← 西唐津姪浜・福岡空港 → | ← 西唐津姪浜・福岡空港 → | ← 西唐津姪浜・福岡空港 → | ← 西唐津姪浜・福岡空港 → |
| 編成番号 | 形式・車両番号           |                          |                          |                          |                          |                          |
| 編成番号 | クハ303                  | モハ303 100番台          | モハ302 0番台            | モハ303 0番台            | モハ302 100番台          | クハ302                  |
| K01      | 1                        | 101                      | 1                        | 1                        | 101                      | 1                        |
| K02      | 2                        | 102                      | 2                        | 2                        | 102                      | 2                        |
| K03      | 3                        | 103                      | 3                        | 3                        | 103                      | 3                        |

## 運用
2025年（令和7年）現在、6両編成3本（計18両）が唐津鉄道事業部唐津車両センターに配置されている。運用開始当初は地下鉄線内でワンマン運転を行うことから、日中は主に福岡空港 - 筑前前原・筑前深江間の列車を中心に使用されていたが、2015年3月14日のダイヤ改正以降は305系と共通運用となっている。
原則として、筑肥線 - 地下鉄空港線間の直通列車に使用され、地下鉄線内のみの運用はない。ただしダイヤが乱れた時などは、地下鉄線内のみの運用に就くことがある。なお地下鉄箱崎線には入線しない。
K02編成は「筑肥線SUGOCAデビュー」のラッピングを施して運行していたことがある。
車両の全般検査は、福岡市交通局の姪浜車両基地で行われる（小倉総合車両センターからの委託）。
K03編成は2018年7月6日に浜崎駅 - 鹿家駅間を走行中、平成30年7月豪雨による土砂崩れに巻き込まれ脱線したが、同年7月19日には運用復帰している。